# Тябликов, Сергей Владимирович
Сергей Владимирович Тябликов (7 сентября 1921, Клин — 17 марта 1968, Москва) — российский физик-теоретик, доктор физико-математических наук, специалист по статистической механике и теории твёрдого тела.

## Биография
Родился 7 сентября 1921 года в Клину. В 1944 году окончил с отличием физический факультет МГУ. Поступил в аспирантуру при кафедре теоретической физики МГУ к А. А. Власову. Вскоре стал работать под руководством переехавшего в это время в Москву Η. Η. Боголюбова. С 1947 года до конца жизни работал в Математическом институте АН СССР (МИАН). С 1962 года — заведующий отделом статистической механики МИАН.
Кандидат физико-математических наук (1947); кандидатская диссертация посвящена теории кристаллизации. Доктор физико-математических наук (1954, МГУ). Тема докторской диссертации: «Исследования по теории поляронов».

## Научная деятельность
В начале своей научной деятельности, в аспирантуре, занимается теорией кристаллизации. В кандидатской диссертации использует такие методы, впоследствии прочно вошедшие в обиход теоретиков, как метод диагонализации билинейных по бозе- или ферми-операторам форм.
После защиты диссертации занимается исследованием задачи о взаимодействии частицы с квантовым полем, возникающей при изучении различных проблем физики конденсированных сред, включая теорию поляронов, задачу о влиянии примесей на энергетический спектр сверхтекучей жидкости и т. д. Активно участвует в разработке таких впоследствии получивших широкое использование методов расчёта, как операторная форма теории возмущений, метод приближённого вторичного квантования, адиабатическое приближение в задачах с трансляционной инвариантностью и др. В дальнейшем развитые им в это время идеи и методы сыграли важную роль в разработке теории многих частиц. Завершением этого этапа работ С. В. Тябликова стала его докторская диссертация «Исследования по теории поляронов», блестяще защищённая в 1954 году в Московском университете.
В 1948 году совместно с Η. Η. Боголюбовым разработал последовательную математическую теорию «полярной» модели металла. Тогда же построил первую последовательную квантовомеханическую теорию магнитной анизотропии. В дальнейшем квантовая теория ферромагнетизма и антиферромагнетизма занимает в его исследованиях ведущее место.
Особенно важные результаты в теории ферромагнетизма С. В. Тябликов получил после появления метода температурных квантовых функций Грина, существенно усовершенствованного им в совместной работе с Η. Η. Боголюбовым. С. В. Тябликов является одним из авторов первой книги, в которой был последовательно изложен метод функций Грина. Ему впервые удалось получить в рамках единой микроскопической теории температурную зависимость магнитной восприимчивости ферромагнетика в широком интервале температур, охватывающем как область практически полного насыщения, так и область, близкую к точке Кюри и выше. Многочисленные результаты, полученные в последующей серии работ С. В. Тябликова и его сотрудников, составили основу его монографии «Методы квантовой теории магнетизма». В этой книге была впервые с единой точки зрения изложена современная строгая теория ферромагнетизма.

## Публикации

### Книги
- Бонч-Бруевич В. Л., Тябликов С. В. Метод функций Грина в статистической механике. — М.: Физматгиз, 1961. — 312 с.
- Тябликов С. В. Методы квантовой теории магнетизма. — М.: Наука, 1965. — 334 с.
  - Тябликов С. В. Методы квантовой теории магнетизма. — 2-е изд., испр. и доп. — М.: Наука, 1975. — 527 с.

### Статьи
- Тябликов С. К вопросу о кристаллизации // ЖЭТФ. — 1947. — Т. 17, вып. 5. — С. 386—389.
- Тябликов С. В. Квантово-механическое рассмотрение динамики кристаллической решетки // ЖЭТФ. — 1948. — Т. 18, вып. 4. — С. 368—373.
- Тябликов С. В. Поведение примесей в слабо-неидеальном вырожденном газе, подчиняющемся статистике Бозе // ЖЭТФ. — 1948. — Т. 18, вып. 11. — С. 1023—1029.
- Боголюбов Н. Н., Тябликов С. В. Об одном применении теории возмущений к полярной модели металла // ЖЭТФ. — 1949. — Т. 19, вып. 3. — С. 251—255.
- Боголюбов Н. Н., Тябликов С. В. Приближенный метод нахождения низших энергетических уровней электронов в металле // ЖЭТФ. — 1949. — Т. 19, вып. 3. — С. 256—268.
- Боголюбов Н. Н., Тябликов С. В. Метод теории возмущений вырожденного уровня в полярной модели металла // Вестник Московского университета. — 1949. — № 3. — С. 35—48.
- Боголюбов М. М., Тябліков С. В. Про усунення розбіжності власної енергії в нерелятивістській теорії поля // ДАН УРСР[укр.]. — 1949. — № 5. — С. 10—16.
- Тябліков С. В. Поводження частинки домішки в гелії-II // ДАН УРСР. — 1949. — № 6. — С. 3—6.
- Тябликов С. В. Некоторые замечания о задаче многих тел в постановке А. А. Власова // ЖЭТФ. — 1950. — Т. 20, вып. 1. — С. 16—22.
  - Власов А. А. О теории нелокализованных частиц (Замечания по поводу статьи С. В. Тябликова) // ЖЭТФ. — 1950. — Т. 20, вып. 1. — С. 23—26.
- Тябликов С. В. Квантовая теория магнитной анизотропии // ЖЭТФ. — 1950. — Т. 20, вып. 7. — С. 661—668.
- Тябликов С. В. К теории взаимодействия частицы с квантовым полем // ЖЭТФ. — 1951. — Т. 21, вып. 1. — С. 16—24.
- Бонч-Бруевич В. Л., Тябликов С. В. К теории элементарных возбуждений в слабо неидеальном электронном газе в кристалле // ДАН СССР. — 1951. — Т. 76, № 6. — С. 817—819.
- Тябликов С. В. Адиабатическая форма теории возмущений в задаче о взаимодействии частицы с квантовым полем // ЖЭТФ. — 1951. — Т. 21, вып. 3. — С. 377—388.
- Тябліков С. В. Енергетичний спектр електронів в іонних кристалах (Теорія слабкого зв'язку) // ДАН УРСР. — 1951. — № 4. — С. 239—242.
- Тябликов С. В. Возбужденные состояния частицы в поле // ДАН СССР. — 1951. — Т. 81, № 1. — С. 31—33.
- Тябликов С. В. Энергетический спектр электронов в ионных кристаллах (Случай сильной связи) // ЖТФ. — 1952. — Т. 22, вып. 2. — С. 325—331.
- Тябликов С. В. К теории поляронов // ЖЭТФ. — 1952. — Т. 22, вып. 5. — С. 513—519.
- Тябликов С. В. Об энергетическом спектре электрона в полярном кристалле // ЖЭТФ. — 1952. — Т. 23, вып. 4. — С. 381—391.
- Тябликов С. В. К дискуссии о поляронах // ЖТФ. — 1953. — Т. 23, вып. 4. — С. 715—719.
- Тябликов С. В. Вопросы трансляционной инвариантности в теории адиабатического приближения // УМЖ. — 1953. — Т. 5, № 2. — С. 152—158.
- Тябликов С. В. С. И. Пекар, Исследования по электронной теории кристаллов // УФН. — 1953. — Т. 48, вып. 3. — С. 447—451.
  - Дейген М. Ф., Толпыго К. Б. По поводу рецензии С. В. Тябликова на книгу С. И. Пекара «Исследования по электронной теории кристаллов» // УФН. — 1953. — Т. 51, вып. 3. — С. 426—428.
  - Тябликов С. В. По поводу письма М. Ф. Дейгена и К. Б. Толпыго о рецензии на книгу С. И. Пекара «Исследования по электронной теории кристаллов» // УФН. — 1953. — Т. 51, вып. 3. — С. 428—430.
- Тябликов С. В. Об исследовании взаимодействия электронов с фононным полем методом промежуточной связи // ЖЭТФ. — 1953. — Т. 25, вып. 6. — С. 688—697.
- Тябликов С. В. Об энергетическом спектре электрона в полярном кристалле. II // ЖЭТФ. — 1954. — Т. 26, вып. 5. — С. 545—550.
- Тябликов С. В., Аматуни А. Ц. Основное состояние антиферромагнетика в методе элементарных возбуждений // ДАН СССР. — 1956. — Т. 108, № 1. — С. 69—72.
- Тябликов С. В. К теории антиферромагнетизма // ФММ. — 1956. — Т. 2, вып. 2. — С. 193—205.
- Тябликов С. В., Гусев А. А. О зависимости констант магнитной анизотропии кубических кристаллов от температуры и поля // ФММ. — 1956. — Т. 2, вып. 3. — С. 385—390.
- Толмачев В. В., Тябликов С. В. Метод расчета статистических сумм для ферромагнетиков с учетом ограничений на числа заполнений спиновых волн // ДАН СССР. — 1956. — Т. 108, № 6. — С. 1029—1031.
- Тябликов С. В. О расчете намагниченности ферритов в зависимости от температуры и поля // ФММ. — 1956. — Т. 3, вып. 1. — С. 3—10.
- Тябликов С. В., Толмачев В. В. Функции распределения для классического электронного газа // ДАН СССР. — 1957. — Т. 114, № 6. — С. 1210—1213.
- Боголюбов Н. Н., Тябликов С. В. Приближенные методы вторичного квантования в квантовой теории магнетизма // Изв. АН СССР. Сер. физ. — 1957. — Т. 21, № 6. — С. 849—853.
- Толмачев В. В., Тябликов С. В. О новом методе в теории сверхпроводимости. II // ЖЭТФ. — 1958. — Т. 34, вып. 1. — С. 66—72.
- Толмачев В. В., Тябликов С. В. К классической теории сильных электролитов // ДАН СССР. — 1958. — Т. 119, № 2. — С. 314—317.
- Тябликов С. В., Толмачев В. В. О взаимодействии электронов с колебаниями решетки // ЖЭТФ. — 1958. — Т. 34, вып. 5. — С. 1254—1257.
- Тябликов С. В. Об одном вариационном принципе в задаче многих тел // ДАН СССР. — 1958. — Т. 121, № 2. — С. 250—252.
- Тябликов С. В., Толмачев В. В. К классической теории сильных электролитов // Науч. докл. высш. шк. Физ.-мат. науки. — 1958. — № 1. — С. 101—109.
- Тябликов С. В. Обобщенный вариационный принцип к задаче многих тел // Науч. докл. высш. шк. Физ.-мат. науки. — 1958. — № 5. — С. 183—191.
- Боголюбов Н. Н., Тябликов С. В. Запаздывающие и опережающие функции Грина в статистической физике // ДАН СССР. — 1959. — Т. 126, № 1. — С. 53—56.
- Митропольский Ю. А., Тябликов С. В. Николай Николаевич Боголюбов (к пятидесятилетию со дня рождения) // УФН. — 1959. — Т. 69, вып. 1. — С. 159—164.
  - Митропольский Ю. А., Тябликов С. В. Николай Николаевич Боголюбов (к пятидесятилетию со дня рождения) // УМЖ. — 1959. — Т. 11, № 3. — С. 295—311.
  - Митропольский Ю. А., Тябликов С. В. Николай Николаевич Боголюбов (к пятидесятилетию со дня рождения) // УМН. — 1959. — Т. 14, вып. 5. — С. 167—180.
- Тябликов С. В. Основное состояние и спектр элементарных возбуждений изотропного феррита // ФММ. — 1959. — Т. 8, вып. 1. — С. 152—154.
- Тябликов С. В. Запаздывающие и опережающие функции Грина в теории ферромагнетизма // УМЖ. — 1959. — Т. 11, № 3. — С. 287—294.
- Тябликов С. В. К теории ферромагнитного резонанса // ФТТ. — 1960. — Т. 2, вып. 2. — С. 361—368.
- Тябликов С. В. К теории ферромагнитного резонанса. II (Общие соотношения) // ФТТ. — 1960. — Т. 2, вып. 9. — С. 2009—2018.
- Тябликов С. В. К теории s—d-модели // ФТТ. — 1960. — Т. 2, вып. 11. — С. 2733—2742.
- Тябликов С. В., Москаленко В. А. Метод квантовых функций Грина в теории многофононных переходов // Тр. МИАН СССР, 64 (1961), 267—283.